# Isidore Cuminal
Isidore Cuminal est un homme politique français, journaliste, né le 28 octobre 1863 à Serrières (en Ardèche), décédé le 15 septembre 1938 à Serrières.

## Biographie
Maire de Serrières, conseiller général (conseil qu’il présida de 1922 à 1927), il fut également sénateur de l’Ardèche du 11 janvier 1920, jusqu’à sa mort en 1938, sénat dont il fut vice-président.

Il fut également président du comité supérieur de l’enseignement technique et du conseil de perfectionnement des Arts et métiers. Il attira notamment l’attention du gouvernement sur l’enseignement technique industriel. Il fut également l’auteur de nombreux rapports traitant de l’instruction publique et la défense de l’enseignement technique.

Un monument lui a été érigé dans son village de Serrières, devant l’école publique.

## Sources
- « Isidore Cuminal », dans le Dictionnaire des parlementaires français (1889-1940), sous la direction de Jean Jolly, PUF, 1960 [détail de l’édition]